# Mount-Frankland-North-Nationalpark
Der Mount-Frankland-North-Nationalpark (englisch Mount Frankland North National Park) ist ein 221 km² großer Nationalpark im Süden von Western Australia, Australien.
Der Park liegt etwa 25 km nördlich von Walpole und 310 km südlich von Perth. Zusammen mit den im Süden und Westen angrenzenden Mount-Frankland- und Mount-Roe-Nationalpark ist er Teil der Walpole Wilderness Area. Etwa 69 Prozent des Parks bestehen aus Altbeständen von "Jarrah"- (Eucalyptus marginata) und Karri-Wäldern (Eucalyptus diversicolor). Die übrigen 31 Prozent wurden mit Beginn der Besiedlung durch die europäischen Einwanderer ab 1890 forstwirtschaftlich genutzt und das wertvolle, haltbare Jarrahholz gerodet. Dort finden sich heute vor allem Jungbestände.